# Das Martyrium
Das Martyrium ist ein deutsches Stummfilmmelodram mit Pola Negri in der Hauptrolle.

## Handlung
Die schöne Schankwirtstochter Giuletta heiratet den Marchese de Montebello. Auf seinem Schloss trifft sie als Luigi Paoli wieder, mit dem sie einmal eine flüchtige Affäre hatte und der nunmehr dem Marchese als dessen Sekretär zu Diensten ist. Paoli schüchtert Giuletta ein und plant, den Marchese in den Tod zu treiben, um an dessen Besitz zu kommen. Währenddessen verliebt sich Enrico, der junge Neffe des Marchese, in seine neue Tante und macht ihr eine stürmische Liebeserklärung. Luigi sorgt dafür, dass sein Chef, der Marchese, alles mitbekommt und gesteht ihm überdies, dass auch er einst ein Verhältnis mit Giuletta hatte.
Dann aber erleidet der Marchese einen Herzschlag und stirbt. In seinem Testament hat er verfügt, dass Giuletta nie wieder heiraten darf und bis an ihr Lebensende im kargen Sterbezimmer wohnen muss, wo sie von jeder Wand sein gemaltes Antlitz anstarrt. Der brutale Paoli, der als Testamentsvollstrecker eingesetzt wird und einen dämonischen Einfluss auf Giuletta ausübt, zwingt sie, auf die unmenschlichen Bedingungen einzugehen. Giuletta verfällt langsam dem Wahnsinn und erdrosselt in diesem Zustand ihres Martyriums Paoli.

## Produktionsnotizen
Das Martyrium passierte am 29. September 1920 die Filmzensur und wurde am 15. Oktober 1920 im Berliner U.T. Kurfürstendamm uraufgeführt. Der fünfaktige Film besaß eine Länge von 1674 Metern Länge und erhielt Jugendverbot.
Die Filmbauten wurden von Jack Winter entworfen.

## Kritik
Paimann’s Filmlisten resümierte: „Stoff, Photos und Spiel ausgezeichnet. Szenerie sehr gut. (Ein Schlager.)“